# 山陽姓
山陽姓，為琉球族獨有的漢式複姓，琉球國規定外島士族須使用複姓，部份複姓為琉球人自創，山陽姓是其中之一，為八重山系士族姓氏之一。元祖為宮良親雲上長光，其子孫皆屬於八重山山陽氏，名乘頭為「長」。

## 名人
- 宮良長詳，政治家[1]
- 宮良長包，琉球音樂家[1]
- 大濱長照，石垣市前市長[1]